# Diocèse de San Vicente del Caguán
Ne doit pas être confondu avec Diocèse de San Vicente.
Le diocèse de San Vicente del Caguán (en latin : en latin : Dioecesis Sancti Vincentii de Caguan ; en espagnol : Diócesis de San Vicente del Caguán) est un diocèse de l'Église catholique en Colombie, suffragant de l'archidiocèse de Florencia.

## Territoire

Il comprend les municipalités de San Vicente del Caguán, Cartagena del Chairá et le district de La Aguililla de Puerto Rico dans le département de Caquetá. Il gère aussi le district de San Juan Losada qui a la particularité de n'être dans aucun département car il est disputé depuis plus de 70 ans par les départements de Caquetá et Meta.
Il possède un territoire d'une superficie de 37 000 km2 divisé en 14 paroisses. Le siège épiscopal est dans la ville de San Vicente del Caguán où se trouve la cathédrale Notre-Dame-des-Miséricordes.

## Historique
Le vicariat apostolique de San Vicente-Puerto Leguízamo est érigé le 9 décembre 1985 par le décret Cum propter de la congrégation pour la propagation de la foi en prenant une partie du territoire du vicariat apostolique de Florencia, qui est élevé le même jour au rang de diocèse.
Le 30 mai 2019, il est élevé au rang de diocèse sous son nom actuel et nommé suffragant de l'archidiocèse d'Ibagué par la constitution apostolique Quidquid prius du pape François. Le 13 juillet suivant, il intègre la province ecclésiastique de l'archidiocèse de Florencia.
Il cède une partie de son territoire le 21 février 2013 pour l'érection du vicariat apostolique de Puerto Leguízamo-Solano.

## Évêques
- Luis Augusto Castro Quiroga, I.M.C (17 octobre 1986 - 2 février 1998), nommé archevêque de Tunja
- Francisco Javier Múnera Correa, I.M.C (28 novembre 1998 - 25 mars 2021), nommé archevêque de Carthagène
  - Omar de Jesús Mejía Giraldo, depuis mai 2021 (administrateur apostolique)[6].
- William Prieto Daza, depuis le 5 juillet 2024